# Championnats de Suisse de Scrabble francophone
 (signalé en août 2025).
Si vous disposez d'ouvrages ou d'articles de référence ou si vous connaissez des sites web de qualité traitant du thème abordé ici, merci de compléter l'article en donnant les références utiles à sa vérifiabilité et en les liant à la section « Notes et références ».
- Archive Wikiwix
- Bing
- Cairn
- DuckDuckGo
- E. Universalis
- Gallica
- Google
- G. Books
- G. News
- G. Scholar
- Persée
- Qwant
- (zh) Baidu
- (ru) Yandex
- (wd) trouver des œuvres sur Wikidata

Les Championnats de Suisse de Scrabble francophone se déroulent en cinq manches et suivent les règles de Scrabble duplicate. Ils sont organisés par la Fédération suisse de Scrabble.

## Scrabble duplicate

### Championnat de Suisse Individuel
Le championnat de Suisse individuel en duplicate est organisé chaque année en 5 manches.
| Année | Vainqueur             |
| ----- | --------------------- |
| 1977  | Monique SPAGNOLI      |
| 1978  | Gisèle PITTET         |
| 1979  | Camille RITHNER       |
| 1980  | Christian KEIM        |
| 1981  | Christian KEIM        |
| 1982  | Christian KEIM        |
| 1983  | Jean-Marc FALCOZ      |
| 1984  | Thierry HEPP          |
| 1985  | Thierry HEPP          |
| 1986  | Jean-Marc FALCOZ      |
| 1987  | Christian KEIM        |
| 1988  | Thierry HEPP          |
| 1989  | Véronique KEIM        |
| 1990  | Véronique KEIM        |
| 1991  | Véronique KEIM        |
| 1992  | Christiane AYMON      |
| 1993  | Véronique KEIM        |
| 1994  | Christiane AYMON      |
| 1995  | Véronique KEIM        |
| 1996  | Christiane AYMON      |
| 1997  | Alexandre STRUBI      |
| 1998  | Alexandre STRUBI      |
| 1999  | Gérard IMBODEN        |
| 2000  | Gérard IMBODEN        |
| 2001  | Jean-Pierre Hellebaut |
| 2002  | Hugo Delafontaine     |
| 2003  | Jean-Pierre HELLEBAUT |
| 2004  | Étienne Budry         |
| 2005  | Denis COURTOIS        |
| 2006  | Hugo DELAFONTAINE     |
| 2007  | Hugo DELAFONTAINE     |
| 2008  | Jean-Pierre HELLEBAUT |
| 2009  | Gérald IMBODEN        |
| 2010  | Hugo DELAFONTAINE     |
| 2011  | Benoît DELAFONTAINE   |
| 2012  | Hugo DELAFONTAINE     |
| 2013  | David BOVET           |
| 2014  | Benoît DELAFONTAINE   |
| 2015  | David BOVET           |
| 2016  | Etienne BUDRY         |
| 2017  | David BOVET           |
| 2018  | Benoît DELAFONTAINE   |
| 2019  | Kévin MENG            |
| 2020  | Roberto SEIXAS        |
| 2021  | Jean-Michel HOUDART   |
| 2022  | Hugo DELAFONTAINE     |

#### Classement par nombre de tournois remportés
1. Hugo DELAFONTAINE (6)
2. Véronique KEIM (5)
3. Christian KEIM (4)
4. Christiane AYMON, Benoît DELAFONTAINE, Jean-Pierre HELLEBAUT, Thierry HEPP, Gérald IMBODEN (3)

### Championnat de Blitz
Chaque année depuis 2001, le premier Suisse au classement du Simultané mondial de blitz est déclaré Champion de Suisse de blitz.
| Année | Vainqueur             |
| ----- | --------------------- |
| 2001  | Jean-Pierre Hellebaut |
| 2002  | Nicolas Bartholdi     |
| 2003  | Jean-Pierre Hellebaut |
| 2004  | Jean-Pierre Hellebaut |
| 2005  | Hugo Delafontaine     |
| 2006  | Jean-Pierre Hellebaut |
| 2007  | Jean-Pierre Hellebaut |
| 2008  | Nicolas Bartholdi     |
| 2009  |                       |
| 2010  |                       |
| 2011  |                       |
| 2012  |                       |
| 2013  |                       |
| 2014  |                       |

### Championnat par paires
| Année | Vainqueur                                   |
| ----- | ------------------------------------------- |
| 2002  | Christiane Aymon / Jean Pierre Hellebaut    |
| 2003  | Denis Courtois / Jean-Michel Houdart        |
| 2004  | Patrick Rossire / Hugo Delafontaine         |
| 2005  | Benoît Delafontaine / Jean Pierre Hellebaut |
| 2006  | Denis Courtois / Jean-Michel Houdart        |
| 2007  | Marc Potemski / Jean Pierre Hellebaut       |
| 2008  | Patrick Rossire / Hugo Delafontaine         |
| 2009  |                                             |
| 2010  |                                             |
| 2011  |                                             |
| 2012  |                                             |
| 2013  |                                             |
| 2014  |                                             |

## Scrabble classique
| Année | Podium                                                             |
| ----- | ------------------------------------------------------------------ |
| 2009  | 1. Kévin MENG 2. Patrick ROSSIRE 3. Nicolas BARTHOLDI              |
| 2010  | 1. Claude THARIN 2. Kévin MENG 3. Patrick ROSSIRE                  |
| 2011  | 1. Claude THARIN 2. Kévin MENG 3. Nicolas BARTHOLDI                |
| 2012  | 1. Claude THARIN 2. Nicolas BARTHOLDI 3. Patrick ROSSIRE           |
| 2013  | (pas de championnat)                                               |
| 2014  | 1. Alexandre CARREL 2. Francis Antoine NIQUILLE 3. Bluette GINDRAT |